# Слюсаренко, Алексей Андреевич
Алексе́й Андре́евич Слюсаре́нко (17 [29] марта 1824 — 26 июня [8 июля] 1877) — русский военачальник, полковник, участник Кавказской и Русско-турецкой (1877―1878) войн, погиб в последнюю.

## Биография
Происходил из дворян Херсонской губернии. Православного вероисповедания. Образование получил в частном заведении. 18 апреля 1840 года поступил на военную службу унтер-офицером в 5-й батальон Подольского егерского полка. С 7 июня того же года — юнкер. 21 октября 1842 года был переведён в действующие батальоны полка на Лабинской линии, составлявшей Правый фланг Кавказской линии. В 1844 году Подольский полк был переведён на Левый фланг Кавказской линии. 3 декабря того же года «за отличие в делах против горцев» был произведён в первый офицерский чин прапорщика.
В 1846 году Подольский пехотный полк был частично расформирован. 2-й и 3-й его батальоны вошли в состав 83-го Самурского пехотного полка. 15 февраля к тому же полку был прикомандирован и Слюсаренко, до получения приказа о переводе, который поступил 5 июня. 1 октября того же года был назначен батальонным адъютантом. 9 сентября 1847 года во время первого штурма аула Салта был дважды контужен. В 1848 году во время взятия аула Гербиль отличился при его бомбардировке. 8 июля того же года был отчислен от должности батальонного адъютанта и назначен командующим ротой, а 29 марта 1849 года за отличие под Гергебилем был произведён в подпоручики. 24 мая 1851 года за отличие против горцев был произведён в поручики, а 1 декабря следующего года за отличие в делах при устройстве переправы через реку Мичик — в штабс-капитаны. С 26 апреля 1854 года исполнял должность полкового адъютанта, а 24 сентября был утверждён в должности командира роты. 21 марта 1858 года за отличие получил чин капитана. 25 августа 1859 года во время последнего штурма Гуниба, завершившемся пленением Шамиля и, следовательно, окончившим существование Северо-Кавказского имамата, Слюсаренко был ранен, а 20 февраля 1861 года за отличие при том штурме был произведён в майоры. 20 марта 1861 года был отчислен от должности командира роты и назначен командующим батальоном, а 5 июля следующего года утверждён в той должности.
19 ноября 1863 года Слюсаренко был назначен командующим Кавказским линейным № 16 батальоном, а 18 ноября был утверждён в должности командира того батальона (1.08.1874 переименован в 7-й Кавказский линейный батальон, по состоянию на тот год дислоцирован в дагестанском селении Темир-хан-Шуре). 28 июля 1868 года за отличие присвоен чин полковника. Приказом по Кавказской армии от 4 января 1875 года за № 4 был утверждён Хунзахским воинским начальником с оставлением в должности командира 7-го Кавказского линейного батальона.
Готовясь к предстоящей войне с Турцией, русское командование приняло решение назначить Слюсаренко командиром 73-го Крымского пехотного полка. Приказ о том назначении вышел 27 ноября 1876 года, но полк им был принят по прибытии в Тифлис 4 декабря. 30 декабря Слюсаренко со своим полком прибыл в Эривань, где для наступательных действий на Турцию формировался Эриванский отряд. Полк вошёл в его состав.
9 июня 1877 года во время 10-часового сражения с турецкими войсками под Дяром Слюсаренко принял начальство над левым флангом Эриванского отряда, который, находясь в критическом положении и испытывая крайний недостаток в боеприпасах, удерживал «огнём и штыком впятеро сильнейшего противника». По словам участника того сражения А. С. Цезарского,
Положительно нельзя было показаться за адским турецким огнём; даже лежащих то и дело бороздили летающие сверху пули, и все раненые были поражены по преимуществу в голову и в верхнюю часть тела. Полковник Слюсаренко, желая поддержать дух своих солдат, поехал в цепь и там вскоре был тяжело ранен.— А. С. Цезарский. «Описание боевой жизни 3-го Кавказского стрелкового батальона».
В «Журнале действующего отряда» также отмечено, что подполковник Слюсаренко в том сражении «лично развозил патроны». От полученного ранения он 26 июня 1877 года скончался.

## Характеристика личности
По отзыву офицера 73-го Крымского пехотного полка М. Д. Протасова (составителя истории полка), ― первый шаг вступления Слюсаренко в командование полком «… имел отпечаток довольно благоприятный». Собрав офицеров полка, он высказал намерение «… увеличить боевую славу полка» в предстоящих военных действиях, и по словам Протасова:
Действительно он сдержал своё слово на сколько мог, показав на самом себе пример отваги и мужества, за которые заплатил жизнью.— М. Д. Протасов. «История 73-го Пехотного Крымского полка».
Однако также, по отзыву Протасова, «будучи человеком добрым», он не обладал качествами современного полкового командира.

## Чинопроизводство
- унтер-офицер (18.04.1840)
- юнкер (07.06.1840)
- прапорщик (03.12.1844, старшинство 03.07.1844) — За отличие в делах против горцев в экспедиции 1844 г.
- подпоручик (29.03.1849, старшинство 6.07.1848) — За отличие при бомбардировке аула Гербиль.
- поручик (24.05.1851) — За отличие.
- штабс-капитан (01.12.1852, старшинство 15.01.1852) — За отличие в делах при устройстве переправы через р. Мичик.
- капитан (21.03.1858) — За отличие.
- майор (25.08.1859) — За отличие при штурме Гуниба.
- полковник (28.07.1868) — За отличие.

## Награды
- Высочайшее благоволение (21.02.1847) — За отличие при штурме неприятельской позиции на хребте Тлия.
- Высочайшее благоволение (26.11.1847) — За отличие в делах с горцами в экспедиции 1847 г.
- Орден Святой Анны 4-й степени «За храбрость» (16.02.1843) — За отличие в 1845 г. в против горцев.
- Орден Святой Анны 3-й степени с бантом (30.09.1843) — За отличие при штурме укреплённого селения Солты.
- Орден Святого Станислава 2-й степени (8.08.1863)
- Императорская корона к ордену Св. Станислава 2-й ст. (20.12.1865)
- Орден Святого Владимира 4-й степени с бантом «За 25 лет» (22.09.1867)
- Орден Святой Анны 2-й степени (26.06.1874)

Медали
- бронзовая медаль «В память войны 1853—1856»
- серебряная медаль «За покорение Чечни и Дагестана»
- Крест «За службу на Кавказе»

## Семья
Жена — Надежда Михайловна, дочь полковника Старова.
Дети
- Виктор (26.12.1854—?) — генерал-майор (1910).
- Владимир (02.05.1857—22.05.1933) — генерал от инфантерии (1915), георгиевский кавалер.
- Любовь (04.07.1859—?)
- Ольга (25.12.1861—?)
- Вера (04.05.1864—?)
- Александр (14.08.1867—?)
- Николай (16.12.1869—?)
- Пётр (04.10.1872—?)
- Павел (26.04.1876—?)